# Вагата Кристи
Вагата Кристи (англ. Wagatha Christie)— прозвище конфликта Ребекки Варди и Колин Руни, кульминацией которого стало дело о клевете в 2022 году в Высоком суде Англии Варди против Руни.
В 2019 году Руни обвинила Варди в утечке постов из её личного аккаунта в Instagram в британскую газету The Sun. В 2020 году Варди подал в суд на Руни за клевету, и в мае 2022 года дело было передано в суд в Лондоне. 29 июля 2022 года суд отклонил иск Варди на том основании, что заявления Руни по существу соответствуют действительности. Варди было необходимо оплатить значительную часть судебных издержек Руни, которые вместе с её собственными судебными издержками оцениваются в 3 млн. ф.с.
Спор и судебный процесс привлекли значительное внимание СМИ, отчасти потому, что Варди и Руни являются женами известных британских футболистов (WAGs). Название судебного дела сочетало аббревиатуру WAG и имя автора детективов Агаты Кристи из-за шагов, предпринятых Руни для расследования источника утечек.

## Конфликт
В 2019 году жена футболиста Уэйна Руни Колин Руни заподозрила, что сообщения из её личного аккаунта в Instagram просочились в регулярно публикующий истории знаменитостей британский таблоид The Sun. Чтобы определить источник утечек, Руни опубликовала недостоверные истории и ограничила доступ к ним лишь для жены футболиста Джейми Варди Ребекки, которую она подозревала. The Sun опубликовала эти истории, в том числе утверждения о том, что подвал дома Руни был затоплен, что Руни посетила Мексику, чтобы «сделать девочку», и что Руни планировала появиться в «Strictly Come Dancing».
В конце 2019 г. Руни написала в Твиттере, что Варди слила эти истории в прессу. Твит Руни стал вирусным и получил название «Wagatha Christie», сочетавшим подразумевающей жён и подруг профессиональных спортсменов аббревиатуру «WAG» (англ. wives and girlfriends) и имени автора криминальных детективов Агаты Кристи. Варди в Твиттере отвергнула обвинения и заявила, что её аккаунт в Instagram был взломан.

## Судебный процесс
В июне 2020 г. Варди подала в Высокий суд Англии иск против Руни за диффамацию. Дела о диффамации и клевете часто не передаются в Высокий суд; юристы часто советуют не обращаться с такими делами в суд, потому что репутационные потери для истца часто высоки. На предварительном слушании в Высоком суде 19 ноября 2020 года судья Уорби установил, что Руни использовал клеветнические слова в адрес Варди. Ни Руни, ни Варди в суде не было.
Варди утверждала, что обвинение в адрес её аккаунта в Instagram было ложным. Следуя предыдущему постановлению, Руни должна была доказать, что Варди несёт ответственность за утечку историй в The Sun, или убедить судью в том, что публикация обвинения отвечает общественным интересам. Руни предлагала несколько внесудебных соглашений.
Судебный процесс начался 10 мая 2022 г. В ходе разбирательства Руни запросил документы, относящиеся к издателю The Sun News Group Newspapers и четырём журналистам этой газеты. Судья миссис Джастис Стейн разрешила Варди использовать письменные сводки этих журналистов в рамках дела.
Судья также попросила обыскать мобильные телефоны Варди и её агента Кэролайн Уотт. Уотт сказала, что во время семейного отдыха в Шотландии случайно уронила свой телефон в Северное море. Копия сообщений Варди была утеряна во время неудачного резервного копирования, когда эксперт по технологиям Варди «[забыл] пароль, который он использовал для шифрования материала». Адвокат Руни Дэвид Шерборн заявил, что это были попытки скрыть компрометирующие улики. Адвокаты Руни также процитировали дело Armory v Delamirie 1722 г., которое создало прецедент, по которому при отсутствии доказательства, следует предположить, что отсутствующее имеет наивысшую возможную ценность, которая могла бы подойти, утверждая, что это также относится к электронным коммуникациям.
Руни утверждал, что Варди был источником информации для анонимной колонки «Secret Wag» The Sun on Sunday, в которой обсуждалась личная жизнь других людей. Шербурн расспросила Варди о её истории утечки информации в бульварную прессу, процитировав интервью 2004 года, в котором та подробно описала сексуальный контакт с певцом Питером Андре. Варди извинилась, сказав, что её бывший муж заставил её участвовать в интервью и что её слова были искажены.
Судебный процесс получил освещение в международных СМИ и завершился 19 мая. Хелен Льюис в статье для американского журнала The Atlantic назвала это «самым опрометчивым делом о диффамации» со времен спора Оскара Уайльда с маркизом Куинсберри. По её мнению судебный процесс представляет собой «столкновение между различными представлениями о знаменитостях», когда Руни охраняет свою личную жизнь, а Варди «аватар мира, созданного для Instagram, в котором вы дурак, если не монетизируете свою личную жизнь».

### Итог
29 июля г-жа судья Карен Стейн вынесла решение в пользу Руни: Варди регулярно передавал информацию о Руни в прессу. Также судья критически отнеслась к отсутствующим доказательствам Варди и называла её показания во «многих случаях» «явно несовместимыми с современными документальными свидетельствами, уклончивыми или неправдоподобными».; колонка The Sun on Sunday «Secret Wag» по мнению Стейн «весьма вероятно … [была] журналистской конструкцией, а не человеком», и что «доказательств, связывающих г-жу Варди с этой колонкой, мало».
Судебные издержки Варди оцениваются примерно в 3 млн. ф. с. и её репутации был нанесен ущерб. Она сказала, что была «крайне опечалена и разочарована решением» и что она подвергалась «гнусным оскорблениям» с самого начала суда. Она сказала Кейт Макканн из TalkTV, что освещение этого дела в СМИ было сексистским и женоненавистническим, и, как позже говорили, она испытывала приступы паники и посттравматический стресс.
В своем заявлении для прессы Руни сказала, что она довольна, но не считает, что дело должно было быть передано в суд, когда деньги можно было бы лучше потратить в другом месте
На последующем слушании г-жа судья Стейн поручила Варди оплатить 90 % судебных расходов Руни, при этом первый взнос оценивается в 800 тыс. ф. с. и должен быть выплачен к середине ноября 2022 г. Ожидается, что полная сумма составит примерно 1,5 млн. ф.с., издержки самой Варди оцениваются в такую-же сумму.

## В массовой культуре
Ребекка Варди оформила права на торговую марку Вагата Кристи.
Отдельную реакцию сосцетей художественный стиль судебных зарисовок авторства Джулии Квенцлер, Присциллы Коулман и Элизабет Кук в котором изображённые участники процесса слабо напоминали первоисточников (Уэйна сранивали с Генрихом VIII, боксером Тайсоном Фьюри и картофелем, Варди — c Майклом Джексоном, Колин — c матерью Нормана Бейтса)/
Процесс неоднократно адаптировался и экранизировался:
- двухсерийный сериал Варди против Руни: судебная драма (Channel 4, декабрь 2022 г.).[44]
- дословная инсценировка судебного процесса Варди против Руни: Дело Вагаты Кристи (Театр Уиндема, ноябрь 2022 г. — январь 2023 г.).[45]
- документальный фильм Варди против Руни: дело Вагаты (Discovery+, ноябрь 2022 г).[46]